# Сорава (лунный кратер)
Кратер Сорава (лат. Soraya) — маленький ударный кратер в северо-восточной части чаши кратера Альфонс на видимой стороне Луны. Название присвоено по персидскому женскому имени и утверждено Международным астрономическим союзом в 1976 г.

## Описание кратера

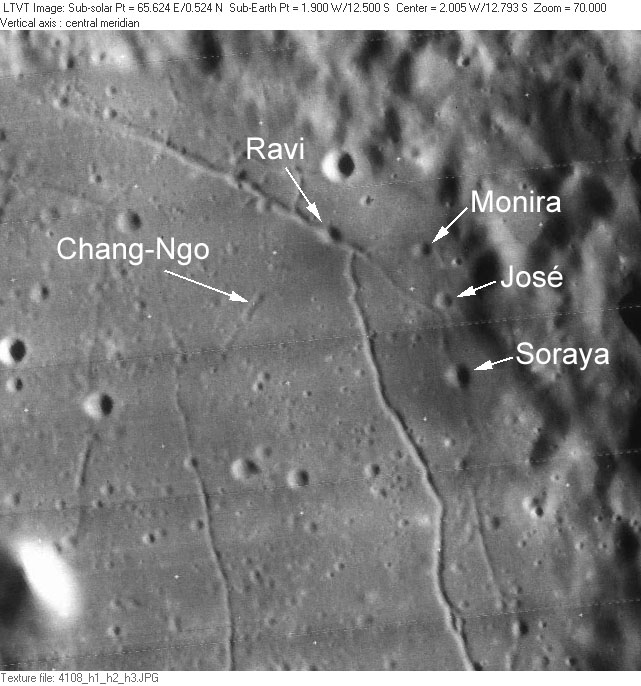
Окрестности кратера Сорава. Снимок зонда Lunar Reconnaissance Orbiter.

Ближайшими соседями кратера являются схожие по размерам кратеры Рави и Чан-Нго на северо-западе, Хозе и Монира на севере.

Селенографические координаты центра кратера 12°52′ ю. ш. 1°38′ з. д. / 12,87° ю. ш. 1,63° з. д., диаметр 1,9 км, глубина 360 м.

Кратер Сорава имеет каплевидную форму и по всей вероятности образован импактом под низким углом. Внутренний склон вала гладкий, со следами обрушения. Высота вала над окружающей местностью достигает 70 м, объём кратера составляет приблизительно 0,3 км³. В чаше кратера находятся интересные дюноподобные образования с пятнами пород с высоким альбедо на вершинах гребней. Сама чаша кратера имеет альбедо ниже чем окружающая местность.

## Сателлитные кратеры
Отсутствуют.